# Amajak Nikolajevič Ahnazarov
Amajak Nikolajevič Ahnazarov (rusko Амаяк Николаевич Ахназаров), sovjetski general, * 31. oktober 1898, † 7. junij 1987.

## Življenjepis
Po končani osnovni šoli se je odpravil v Tbilisi, kjer je končal tehniško srednjo šolo. Leta 1917 se je prostovoljno pridružil vojski v bojih proti Turkom, nato pa je leta 1919 prestopil na stran Rdeče armade. 
Leta 1925 je bil poslan v Vojaško akademijo Kalinin, ki jo je končal v petih letih. Potem pa je bil nadaljeval z raziskavami na področju artilerije v sklopu Raziskovalnega inštituta Glavnega direktorata raketnih enot in artilerije. 
Leta 1952 je bil aretiran in mučen v Lubjanki; po Stalinovi smrti je bil izpuščen in oproščen.
Upokojil se je leta 1957.